# Bahnhof Hof-Neuhof
Der Bahnhof Hof-Neuhof ist ein Bahnhof im Stadtteil Neuhof der kreisfreien bayerischen Stadt Hof. Der Bahnhof liegt bei Kilometer 2,3 an der Bahnstrecke Hof–Bad Steben.

## Lage
Der Bahnhof liegt im gleichnamigen Stadtteil, nordwestlich der Innenstadt, unweit der Kulmbacher und Ernst-Reuter-Straße. Der Bahnhof liegt etwa 600 Meter von der Hofer Altstadt entfernt. In der Nähe des Bahnhofs befindet sich die Freiheitshalle, das Theater und der Volksfestplatz.

## Geschichte
Im Zuge der 1887 von den Königlich Bayerischen Staats-Eisenbahnen eröffneten Lokalbahn nach Marxgrün wurde 1886 der Bahnhof und das erste Empfangsgebäude als Station Neuhof errichtet. Damit war es der erste bayerische Bahnhof an der Lokalbahn. Der Ausgangspunkt der Strecke lag im nördlichen, sächsischen Teil des Hofer Hauptbahnhofes.
Der Bahnhof entwickelte sich in der Folgezeit zum wirtschaftlichen Impulsgeber für den Stadtteil Neuhof. Dies lag auch an seiner topographischen Lage: Industriebetriebe konnten sich auf dem Hochplateau besser entwickeln als im engen Saaletal und im engbebauten Gebiet der Stadt Hof, das zudem durch den tiefen Einschnitt der Bahnstrecke Leipzig–Hof eine Barriere nach Westen hatte. Es siedelten sich unter anderem der Schlacht- und Viehhof (1894), die Zwirnerei Koch (1897) und die Spinnerei Neuhof (1898) an. Die großzügige Anlage des Bahnhofs für Rangierfahrten und Verladearbeiten zeugen noch heute von der Bedeutung für den Güterverkehr, der 1994 eingestellt wurde.
1913 wurde der schienengleiche Übergang der Schützenstraße durch eine Streckenverlegung beseitigt. Von der Verlegung betroffen war auch das Durchgangsgleis des Bahnhofs. Es wurde ein neues, zweites Empfangsgebäude errichtet.

## Infrastruktur

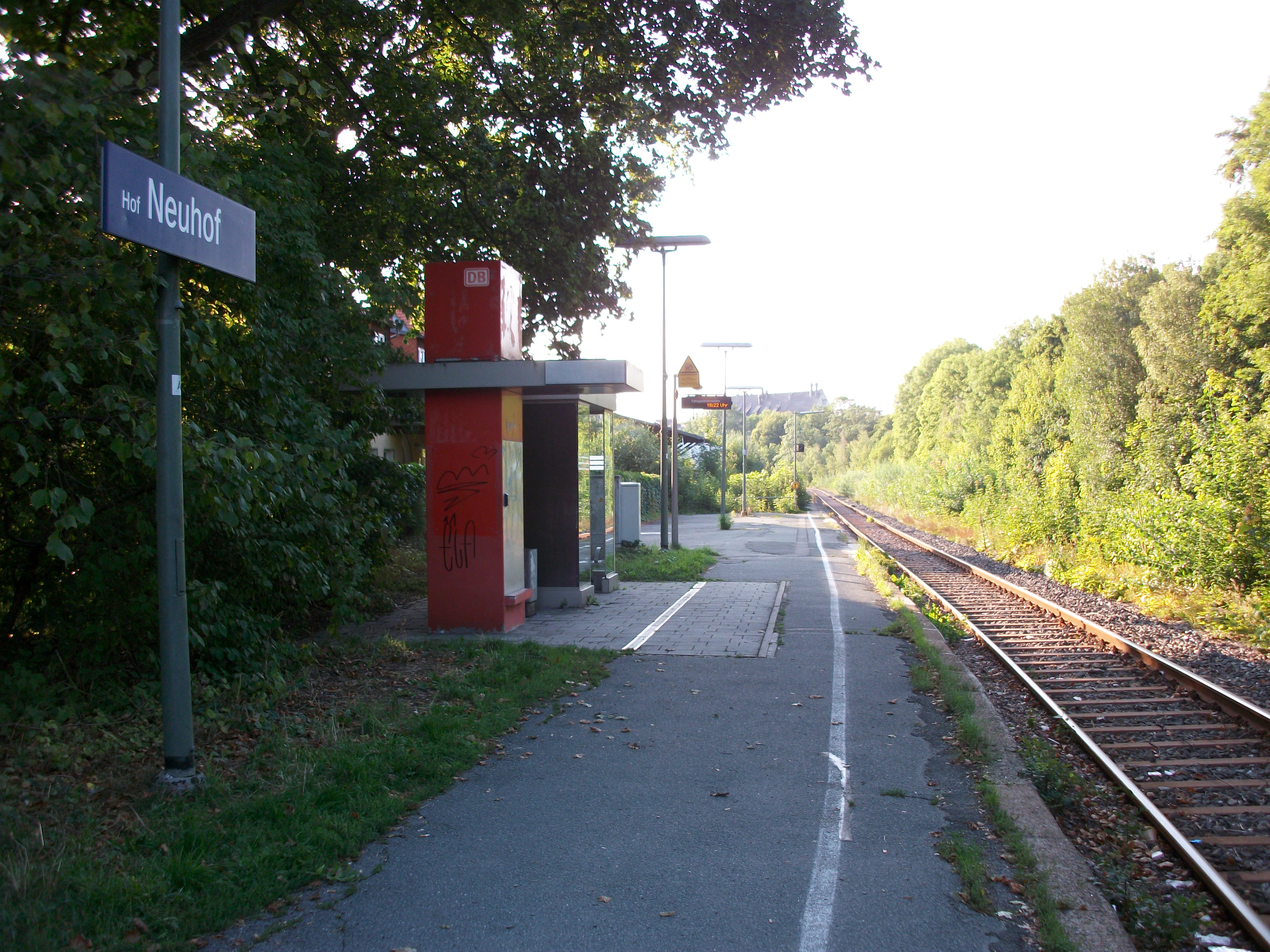
Bahnsteig und Gleisbereich

Das erste Empfangsgebäude von 1886 befand sich später im Besitz der Stadt Hof und wurde als Wohnhaus benutzt. 2010 wurde es abgerissen. Das direkt nördlich gelegene zweite Empfangsgebäude ist ein traufständiger, zweigeschossiger Gebäudekomplex. Zwei Bauten, eins mit Walmdach, das andere mit Pyramidendach, sind durch einen flacheren Gebäudeteil verbunden, der über ein Vordach auf dem Hausbahnsteig verfügt. Die Obergeschosse sind mit mehreren Gauben ausgebaut. Bis 1978 diente es als Bahnhofgebäude, seit Herbst 1994 wird es als Jugendverbändehaus genutzt.
Auf dem Bahngelände ist ein Kohlenhandel angesiedelt, der früher die Bahnanlagen nutzte.

## Verkehr

### Eisenbahn
Seit 2011 verkehrt auf der Bahnstrecke Hof–Bad Steben die private Bahngesellschaft agilisim Stundentakt von Bad Steben über den Hofer Hauptbahnhof weiter nach Bayreuth und umgekehrt. Zum Fahrplanwechsel im Dezember 2023 wurden die beiden Regionalbahnlinien RB 96 von Selb-Stadt und RB 99 von Neuenmarkt-Wirsberg jeweils im Zweistundentakt über den Hofer Hauptbahnhof nach Hof-Neuhof verlängert.
Als Stadtteilbahnhof besitzt der Bahnhof Hof-Neuhof eine gewisse Bedeutung für den Pendlerverkehr, ist er doch näher an der Hofer Innenstadt gelegen als der Hofer Hauptbahnhof. In unmittelbarer Nähe befindet sich das Theater Hof, die Freiheitshalle und das Bayerische Landesamt für Umwelt. Am abfallenden Hang zum ehemaligen Haltepunkt Hof-Nord an der Bahnstrecke Leipzig–Hof liegt der Park Schellenberg-Anlage.
| Linie                    | Verlauf                                                                                        | Taktfrequenz    |
| ------------------------ | ---------------------------------------------------------------------------------------------- | --------------- |
| RB96                     | Hof-Neuhof – Hof Hbf – Rehau – Selb-Plößberg – Selb Stadt                                      | Zweistundentakt |
| RB 97                    | Bad Steben – Naila – Selbitz – Hof-Neuhof – Hof Hbf – Marktredwitz – Kirchenlaibach – Bayreuth | Stundentakt     |
| RB99                     | (Hof-Neuhof –) Hof Hbf – Schwarzenbach – Münchberg (– Neuenmarkt-Wirsberg)                     | Zweistundentakt |
| Stand: 10. Dezember 2023 |                                                                                                |                 |

### Stadtbus
Der Bahnhof ist von der Haltestelle Theater aus erreichbar.
| Linie | Fahrverlauf                                                      | Takt       |
| ----- | ---------------------------------------------------------------- | ---------- |
| 1509  | Jägersruh – Sonnenplatz – Theater – Heimstätten                  | 60 Minuten |
| 1511  | Unterkotzau – Lutherstraße – Theater – Sonnenplatz – Wartturmweg | 60 Minuten |